# Mällönen
Mällönen är en ö i Finland. Den ligger i sjön Puula och i kommunen Hirvensalmi i den ekonomiska regionen  S:t Michel och landskapet Södra Savolax, i den södra delen av landet, 210 km nordost om huvudstaden Helsingfors. Öns area är 9,2 hektar och dess största längd är 0,6 kilometer i nord-sydlig riktning.